# Jüdischer Friedhof (Burgschwalbach)

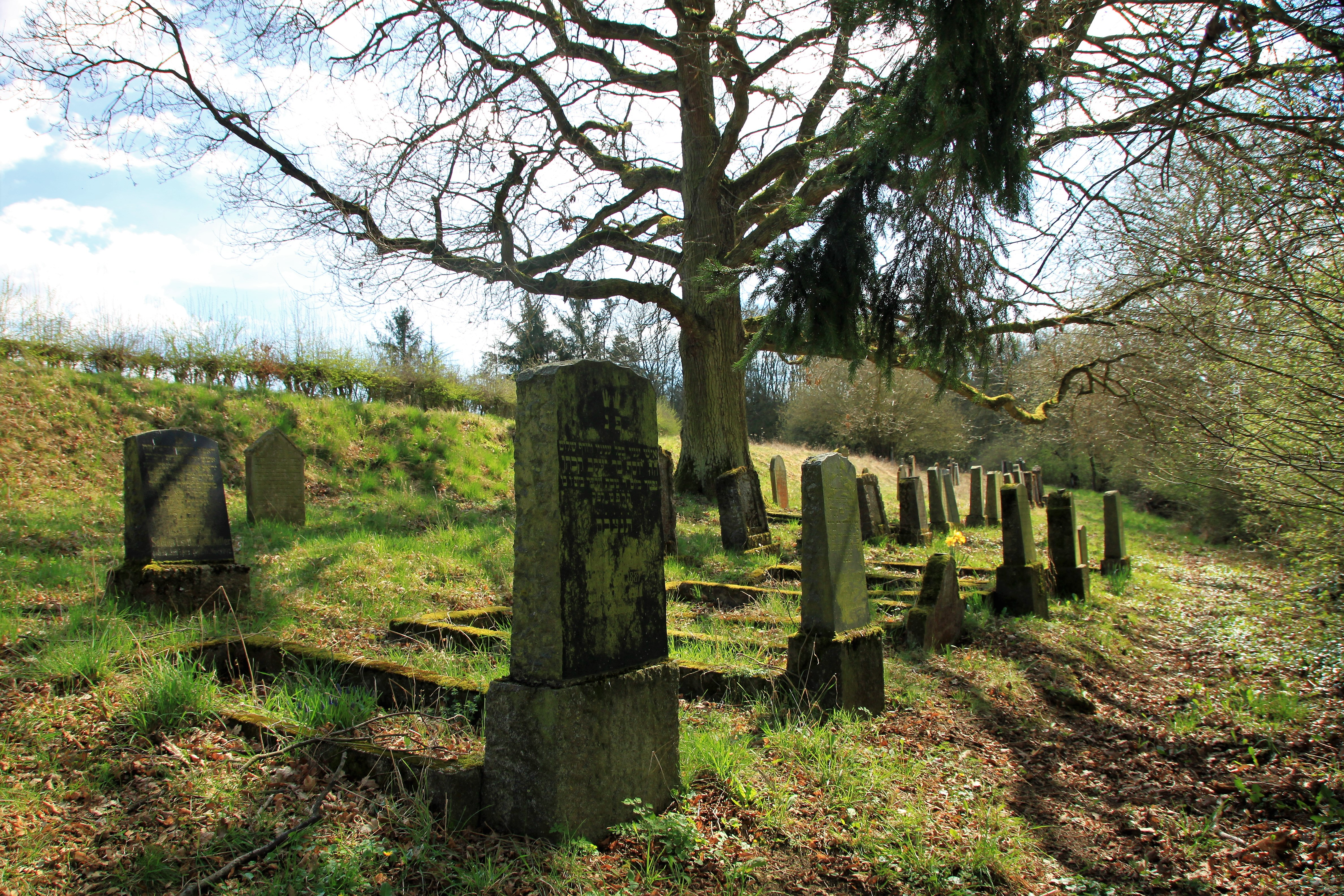
Jüdischer Friedhof Burgschwalbach (2017)

Der Jüdische Friedhof Burgschwalbach in der Ortsgemeinde Burgschwalbach im Rhein-Lahn-Kreis in Rheinland-Pfalz ist ein geschütztes Kulturdenkmal.
Der jüdische Friedhof liegt ca. 500 m nordwestlich der Ortsmitte in der Nähe von Fichtenschonungen auf einem Wiesengelände am Waldrand.
Auf dem 2596 m² großen Friedhof, der von Anfang des 19. Jahrhunderts bis zum Jahr 1936 belegt wurde, sind 83 Grabsteine erhalten. Der Friedhof diente den Juden aus Hahnstätten, Balduinstein, Holzhausen über Aar, Kettenbach, Oberneisen, Hausen über Aar, Rückershausen und Daisbach als Begräbnisstätte.